# Berlin (Nuevo Hampshire)
Berlin es una ciudad ubicada en el condado de Coös en el estado estadounidense de Nuevo Hampshire. En el Censo de 2010 tenía una población de 10.051 habitantes y una densidad poblacional de 62,13 personas por km².

## Geografía
Berlin se encuentra ubicada en las coordenadas 44°29′4″N 71°16′38″O / 44.48444, -71.27722. Según la Oficina del Censo de los Estados Unidos, Berlin tiene una superficie total de 161.78 km², de la cual 159.59 km² corresponden a tierra firme y (1.35%) 2.19 km² es agua.

## Demografía
Según el censo de 2010, había 10.051 personas residiendo en Berlín. La densidad de población era de 62,13 hab./km². De los 10.051 habitantes, Berlin estaba compuesto por el 96.54% blancos, el 0.81% eran afroamericanos, el 0.39% eran amerindios, el 0.28% eran asiáticos, el 0% eran isleños del Pacífico, el 0.22% eran de otras razas y el 1.77% pertenecían a dos o más razas. Del total de la población el 1.51% eran hispanos o latinos de cualquier raza.